# Víctor de Frutos Boudevin
Víctor de Frutos Boudevin (m. 1968) va ser un militar hispano-argentí.

## Biografia
Nascut a l'Argentina, de pares espanyols, es traslladaria a Espanya al costat de la seva família quan comptava amb 8 anys.
Després de l'esclat de la Guerra civil es va unir a les milícies republicanes, posant-se al capdavant del batalló «Primer de Maig» —que s'havia organitzat a Carabanchel. Va arribar a manar la 4a Brigada Mixta, en el front del Centre, durant algun temps. Seria enviat al front del nord, on va manar la 6a Brigada basca i, posteriorment, la 2a Divisió del Cos d'Exèrcit d'Euzkadi. Va resultar ferit durant els combats en el sector d'Ampuero, per la qual cosa va haver de ser evacuat i substituït. Amb posterioritat va tornar a la zona centro-sud, on va ostentar el comandament de la 10a Divisió, intervenint en diverses operacions a Extremadura. Al març de 1939 forces de la 10a Divisió de Frutos van prendre part en l'aixafament de la revolta de la Base naval de Cartagena, poques setmanes abans del final de la guerra.
D'ideologia comunista, al final de la contesa va sortir d'Espanya i es va exiliar en la Unió Soviètica. Allí va assistir a una escola de formació política, al costat d'altres exiliats comunistes espanyols com Pelegrín Pérez o Josep Fusimaña Fábregas. Va arribar a participar en la Segona Guerra Mundial, manant un batalló de ex-combatents espanyols.
Posteriorment es traslladaria a Sud-amèrica, instal·lant-se a Buenos Aires. Va morir a Montevideo en 1968.

## Obres
- —— (1967). Los que no perdieron la guerra. España 1936-39. Oberón: Buenos Aires.[12][13]